# Neotes chiloensis
Neotes chiloensis là một loài ruồi trong họ Asilidae. Neotes chiloensis được Artigas miêu tả năm 1970. Loài này phân bố ở vùng Tân nhiệt đới.